# Rudolf Engelberts
Rudolphus (Rudolf) Cornelis Engelberts (11 maart 1923 - Utrecht, 25 juli 2015) was een Nederlands classicus, neolatinist en docent aan de Universiteit Utrecht. Zijn belangrijkste publicaties gingen over de werken van de humanist Georgius Macropedius, zoals zijn "Bassarus" en "Asotus".
Engelberts zat van 1936 tot 1942 op het Stedelijk Gymnasium in Utrecht. In 1945 begon hij met de studie klassieke letteren aan de Rijksuniversiteit Utrecht. Tijdens deze studie, werkte hij ook als assistent aan het Instituut voor Vergelijkend Literatuur Onderzoek. Engelberts gaf korte tijd les aan het Gemeentelijk Thorbeckelyceum in Utrecht en later, van 1955 tot 1958 aan de Werkplaats Kindergemeenschap in Bilthoven. 
   

Op de Rijksuniversiteit Utrecht gaf hij onder andere les aan classicus Jan Bloemendal, die hierover schreef: 
Vanwaar mijn fascinatie voor Neo-Latijn? Die werd tijdens mijn studie klassieke talen in Utrecht gewekt door mijn leermeester Rudolf Engelberts.
Engelberts' leerling classicus Gert M. Knepper vroeg en kreeg inlichtingen van hem 'over de Utrechtse studie klassieke taal- en leterkunde in vervlogen tijden', ten behoeven van Kneppers biografie van (de eveneens Utrechtse classicus) Theo Verhoeven.

## Publicaties
- "Bassarus": R.C. Engelberts, Georgius Macropedius' Bassarus. Tekst met inleiding en vertaling, Tilburg 1968 (diss. Utrecht)(Latijnse tekst en Nederlandse vertaling)[6]
- "Hecastus": R.C. Engelberts, Hecastus, Utrecht 1945-1947 (niet-gepubliceerd typoscript)

- Gemeinsame Normdatei: 1145378811
- International Standard Name Identifier: 0000 0003 8776 2747
- Nederlandse Thesaurus van Auteursnamen: 072791616
- Virtual International Authority File: 280812089
- WorldCat: E39PBJbGYWrkcRxC4bQWCGHHmd